# Bandera de Guriezo
La bandera de Guriezo es uno de los símbolos del municipio español de Guriezo (Cantabria), junto a su escudo. Es un paño rectangular cuyas dimensiones no se especifican, dividido en dos partes a lo largo de su diagonal. La parte superior es de color azul y la inferior es de color verde, con una cruz floreteada de oro.
La bandera fue adoptada en sesión plenaria extraordinaria celebrada por el Ayuntamiento, el día 29 de diciembre de 1989 siendo autorizada por el Consejo de Gobierno de Cantabria el día 10 de mayo de 1990.